# Стейг, Уильям
Уильям Харлэнд Стейг (Стайг; англ. William Harland Steig; 14 ноября 1907, Нью-Йорк, — 3 октября 2003, Бостон) — американский художник-мультипликатор, график, скульптор и писатель, автор многих книг для детей и юношества. Среди них — «Шрек!» (Shrek!, 1990), по которому была снята знаменитая мультипликационная серия, а также «Доктор Де Сото (Doctor De Soto)», «Остров Абеля (Abel’s Island)», «Сильвестр и магический кристалл (Sylvester and the Magic Pebble)» и другие.

## Жизнь и творчество
Уильям Стейг родился в Бруклине, штате Нью-Йорк, в семье польско-еврейских иммигрантов, приехавших в США из Австро-Венгрии. Отец Уильяма был художником, придерживался левых, социалистических взглядов. Его брат Ирвин стал известным журналистом и художником, другой брат Генри — писателем, художником и саксофонистом, третий брат Артур — писателем и поэтом. Ребёнком У. Стейг уделял много времени и чтению, и рисованию. Его любимой книгой детства был Пиноккио. Юношей много занимался спортом, был членом всеамериканской студенческой команды по водному поло. Несмотря на то, что Стейг проучился 2 года в нью-йоркском Сити-колледже, затем 3 года в Национальной Академии Дизайна, и после этого поступил в школу изящных искусств при Йельском университете — законченного высшего образования он так и не получил.
Чтобы помочь нуждающейся семье во время Великой депрессии Стейг, позиционировавший себя как свободный художник и почитатель творчества Пикассо, начинает зарабатывать рисованием карикатур для различных изданий. Первая его карикатура была принята газетой The New Yorker в 1930 году. За ней последовали ещё 117 рисунков, опубликованных на передовице газеты. Проживавший в городке Гейлордсвилль, в Коннектикуте, художник создал более 1.600 рисунков, напечатанных в различных американских изданиях, за что влиятельный журнал Newsweek присвоил ему титул «King of Cartoons». Летом 1949 года Стейг стал одним из 250 скульпторов, чьи работы были выставлены на 3-й Международной выставке скульптуры в Филадельфийском художественном музее.
В 1968 году Стейг, отзывавшийся о себе, как о «вечном, не повзрослевшем ребёнке», пишет свою первую книгу для детей. Она была хорошо принята и критикой, и читателем. Уже за свою 3-ю книгу, Sylvester and the Magic Pebble (Сильвестр и магический кристалл) писатель награждается престижной Медалью Калдекотта. За свою жизнь Стейг написал более 30 детских книг, в том числе вышедшую в 1990 году иллюстрированную им книгу «Шрек!», давшую жизнь мультипликационной франшизе «Шрек».
Уильям Стейг умер естественной смертью в городе Бостон, штата Массачусетс, 3 октября 2003 года, в возрасте 95 лет. «Шрек 2», вышедший через семь месяцев после смерти Стейга, был посвящён его памяти, как указано в конечных титрах мультфильма: («In memory of William Steig 1907—2003»).
Стейг был женат четырежды и в этих браках у него родилось трое детей. Его сын Джереми Стейг — известный американский джаз-музыкант.

## Список работ
| - 1939 — About People - 1941 — How to Become Extinct (автор — Уилл Каппи; иллюстрации У. Стейга) - 1942 — The Lonely Ones - 1945 — Persistent Faces - 1946 — Mr. Blandings Builds His Dream House (иллюстрации У. Стейга) - 1950 — The Decline and Fall of Practically Everybody (Уилл Каппи; иллюстрации У. Стейга) - 1951 — The Rejected Lovers - 1953 — Dreams of Glory - 1968 — CDB! - 1968 — Roland the Minstrel Pig - 1969 — Sylvester and the Magic Pebble - 1969 — Bad Island - 1971 — Amos and Boris - 1972 — Dominic - 1973 — The Real Thief - 1974 — Farmer Palmer’s Wagon Ride - 1976 — Abel’s Island - 1976 — The Amazing Bone - 1977 — Caleb & Kate. - 1978 — Tiffky Doofky - 1979 — Drawings - 1980 — Gorky Rises | - 1982 — Doctor De Soto - 1984 — CDC? - 1984 — Doctor De Soto Goes to Africa - 1984 — Ruminations - 1984 — Yellow & Pink - 1984 — Rotten Island - 1985 — Solomon: The Rusty Nail - 1986 — Brave Irene - 1987 — The Zabajaba Jungle - 1988 — Spinky Sulks - 1990 — Шрек! - 1992 — Alpha Beta Chowder - 1994 — Zeke Pippin - 1996 — The Toy Brother - 1998 — A Handful of Beans: Six Fairy Tales / retold by Jeanne Steig (иллюстрации У.Стейга) - 1998 — Pete’s a Pizza - 2000 — Made for Each Other - 2000 — Wizzil - 2001 — A Gift from Zeus - 2002 — Potch & Polly - 2003 — When Everybody Wore a Hat - 2003 — Yellow & Pink (переработано) |